# Zvončín
Zvončín (in ungherese Harangfalva) è un comune della Slovacchia facente parte del distretto di Trnava, nella regione omonima.